# Alice Joyce

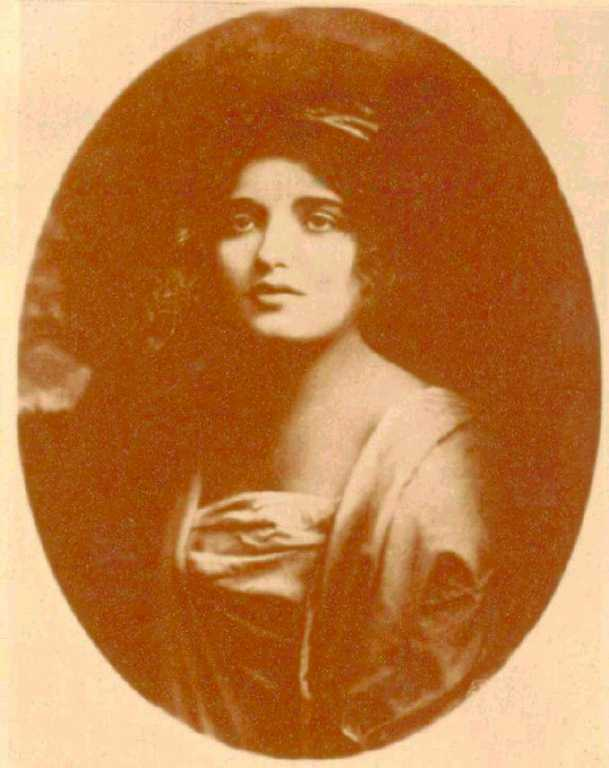
Retrat de l'època de la Kalem

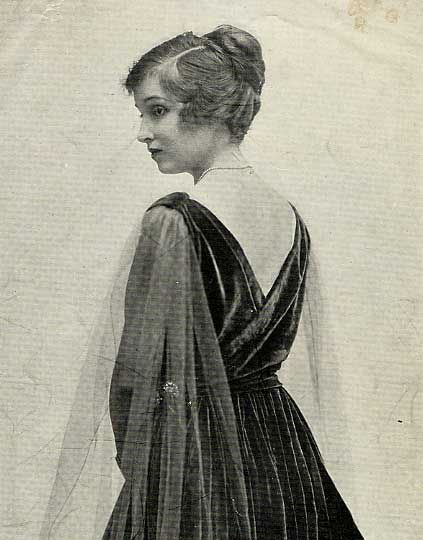
Fotografia publicitària de l'actriu a la Vitagraph

Alice Joyce (Kansas City, Missouri, 1 d'octubre de 1890– Hollywood, 9 d'octubre de 1955) va ser una actriu de cinema mut. Referida com la “Madona de la pantalla”, va aparèixer en més de 150 pel·lícules en les dècades de 1910 i 1920.

## Biografia
Alice Joyce va néixer a Kansas City, Missouri, filla de John Edward d'un fonedor d'ascendència irlandesa i francesa i de Vallie Olive McIntyre Joyce, una modista gal·lesa. El 1900, els seus pares es van divorciar i el pare va prendre la custòdia d'Alice i Frank traslladant-se a Falls Church (Virgínia) on Joyce va passar la major part de la seva infantesa i es va educar. Quan encara era adolescent va fugir a Nova York on es va retrobar amb la seva mare, que s'havia tornat a casar.
Alice va trobar feina com a model per a il·lustradors i fotògrafs com Harrison Fisher, Charles Dana Gibson i Neysa McMein. Va intentar dues vegades entrar a la Biograph de D. W. Griffith però aquest la rebutjà i acabà treballant com a operadora en una centraleta. El 1910, Kenean Buel de la Kalem Company de Nova York va donar a Joyce la seva primera oportunitat. La seva primera pel·lícula fou “The Deacon's Daughter” (1910). Allà sovint l'aparellarien amb Tom Moore o amb Carlyle Blackwell en pel·lícules dramàtiques o westerns i quan la Kalem va adquirir els Essanay a East Hollywood l'octubre de 1913 va passar a treballar a la costa oest. Allà se la va anomenar la “Kalem Girl”. El 1914 es va casar amb Tom Moore amb qui tingué una filla, Alice Joyce Moore. Aleshores, Joyce optà per prendre’s un any sabàtic i el matrimoni es traslladà a Long Island. En tornar a l'actuació, el 1916, va ser contractada per la Vitagraph (1916-1921), empresa que havia absorbit la Kalem. Va ser a la Vitagraph on Alice Joyce assolí la seva màxima popularitat amb una trentena de pel·lícules moltes de les quals fores dirigides per Tom Terriss, com “The Lyon and the Mouse” i “The Third Degree”, ambdues del 1919.
El 1920 es divorcià de Moore per casar-se l'any següent amb el magnat hoteler James B. Regan amb qui va tenir una segona filla, Margaret. Això va suposar que l'actriu es prengués un nou temps per dedicar a la família. A partir d'aleshores, sense cap necessitat econòmica, participaria amb poques pel·lícules escollides passar a treballar com a freelance per a diversos estudis. Amb l'arribada del sonor la seva carrera s'esvaí.

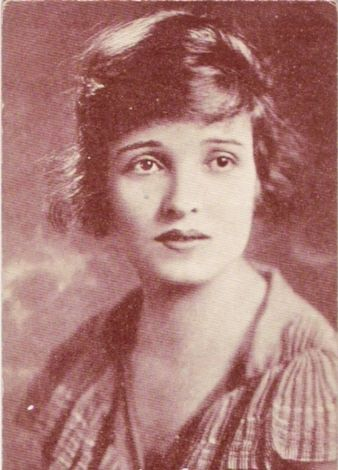
Retrat de l'actriu promocionant la pel·lícula "Cousin Kate" (1921).

Després de rodar la seva darrera pel·lícula el 1930, juntament amb el seu exmarit Tom Moore van treballar durant un temps en un circuit de vodevil. El 1932 es va divorciar dels seu segon marit per casar-se l'any següent amb el director de cinema Clarence Brown de qui es divorciaria el 1945. En els seus darrers anys, l'actriu va estar malalta a causa d'una malaltia de la sang i del cor. Va morir el abans de morir a causa d'una malaltia de sang i cor: Va morir el 9 d'octubre de 1955 a l'Hospital Presbyterian de Hollywood. Tenia 65 anys.

## Filmografia

### Kalem Company
- The Deacon's Daughter (1910)
- The Miser's Child (1910)
- The Heart of Edna Leslie (1910)
- An Engineer's Sweetheart (1910)
- The Education of Elizabeth (1910)
- For a Woman's Honor (1910)
- The Roses of the Virgin (1910)
- Rachel (1910)
- The Rescue of Molly Finney (1910)
- Her Indian Mother (1910)
- The Bolted Door (1911)
- The Runaway Engine (1911)
- The Trail of the Pomas Charm (1911)
- The Broken Trail (1911)
- The Lost Ribbon (1911)
- Mexican Filibusterers (1911)
- The Mission Carrier (1911)
- The Hero Track Walker (1911)
- Big Hearted Jim (1911)
- Slim Jim's Last Chance (1911)
- Slabsides (1911)
- The Loyalty of Don Luis Verdugo (1911)
- The Carrier Pigeon (1911)
- Tangled Lives (1911)
- The Love of Summer Morn (1911)
- A Cattle Herder's Romance (1911)
- Reckless Reddy Reforms (1911)
- The Badge of Courage (1911)
- By the Aid of a Lariat (1911)
- The Indian Maid's Sacrifice (1911)
- The Mexican Joan of Arc (1911)
- Over the Garden Wall (1911)
- Peggy, the Moonshiner's Daughter (1911)
- The Wasp (1911)
- Don Ramon's Daughter (1911)
- The Branded Shoulder (1911)
- On the Warpath (1911)
- When Two Hearts Are Won (1911)
- When the Sun Went Out (1911)
- The Alpine Lease (1911)
- The Blackfoot Halfbreed (1911)
- The Mistress of Hacienda del Cerro (1911)
- A Prisoner of Mexico (1911)
- The Peril of the Plains (1911)
- For Her Brother's Sake (1911)
- The Engineer's Daughter (1911)
- When California Was Won (1911)
- Dan, the Lighthouse Keeper (1911)
- The Temptation of Rodney Vane (1911)
- How Betty Captured the Outlaw (1911)
- The Long Arm of the Law (1911)
- Too Much Realism (1911)
- Between Father and Son (1911)
- The Higher Toll (1911)
- Mrs. Simms Serves on the Jury (1912)
- The Russian Peasant (1912)
- An Interrupted Wedding (1912)
- A Princess of the Hills (1912)
- An American Invasion (1912)
- The Alcalde's Conspiracy (1912)
- The Bell of Penance (1912)
- The Defeat of the Brewery Gang (1912)
- Jean of the Jail (1912)
- The Spanish Revolt of 1836 (1912)
- The Secret of the Miser's Cave (1912)
- The Adventures of American Joe (1912)
- The Mexican Revolutionist (1912)
- The Stolen Invention (1912)
- The Outlaw (1912)
- The Gun Smugglers (1912)
- The Bag of Gold (1912)
- The Colonel's Escape (1912)
- The Organ Grinder (1912)
- Saved by Telephone (1912)
- The Suffragette Sheriff (1912)
- Fantasca, the Gipsy (1912)
- The Family Tyrant (1912)
- The Soldier Brothers of Susanna (1912)
- Freed from Suspicion (1912)
- The Wandering Musician (1912)
- Rube Marquard Marries (1912)
- The County Fair (1912)
- The Strange Story of Elsie Mason (1912)
- The Mystery of Grandfather's Clock (1912)
- The Young Millionaire (1912)
- A Battle of Wits (1912)
- A Daughter's Sacrifice (1912)
- A Race with Time (1912)
- The Finger of Suspicion (1912)
- The Street Singer (1912)
- A Business Buccaneer (1912)
- The Flag of Freedom (1913)
- The Nurse at Mulberry Bend (1913)
- The Cub Reporter's Temptation (1913)
- The Senator's Dishonor (1913)
- In the Power of Blacklegs (1913)
- The $20,000 Carat (1913)
- The American Princess (1913)
- The Exposure of the Land Swindlers (1913)
- In the Grip of a Charlatan (1913)
- A Streak of Yellow (1913)
- The Sneak (1913)
- The Heart of an Actress (1913)
- The Adventure of an Heiress (1913)
- The Artist's Sacrifice (1913)
- When Fate Decrees (1913)
- The Pawnbroker's Daughter (1913)
- The Attorney for the Defense (1913)
- The Cloak of Guilt (1913)
- A Victim of Deceit (1913)
- A Thief in the Night (1913)
- A Bolt from the Sky (1913)
- For Her Sister's Sake (1913)
- The Christian (1913)
- The Midnight Message (1913)
- The Riddle of the Tin Soldier (1913)
- Our New Minister (1913)
- Perils of the Sea (1913)
- The Hunchback (1913)
- An Unseen Terror (1913)
- The Hand Print Mystery (1914)
- The Shadow (1914)
- The Cabaret Dancer (1914)
- The Dance of Death (1914)
- A Celebrated Case (1914)
- Nina o' the Theatre (1914)
- The Show Girl's Glove (1914)
- The Weakling (1914)
- In Wolf's Clothing (1914)
- The Beast (1914)
- The Vampire's Trail (1914)
- The Old Army Coat (1914)
- The Brand (film) (1914)
- The Mystery of the Sleeping Death (1914)
- The Green Rose (1914)
- The Viper (1914)
- Fate's Midnight Hour (1914)
- The Girl and the Stowaway (1914)
- The Lynbrook Tragedy (1914)
- The Riddle of the Green Umbrella (1914)
- The Theft of the Crown Jewels (1914)
- The Price of Silence (1914)
- The School for Scandal (1914)
- The Mayor's Secretary (1914)
- Cast Up by the Sea (1915)
- The Leech (1915)
- The Swindler (1915)
- Her Supreme Sacrifice (1915)
- The White Goddess (1915)
- Unfaithful to His Trust (1915)
- The Girl of the Music Hall (1915)
- The Face of the Madonna (1915)

### Vitagraph Company
- Whom the Gods Destroy (1916)
- The Courage of Silence (1917)
- Womanhood, the Glory of the Nation (1917)
- Within the Law (1917)
- The Question (1917)
- The Countess (1917)
- Richard the Brazen (1917)
- An Alabaster Box (1917)
- The Fettered Woman (1917)
- The Woman Between Friends (1918)
- The Song of the Soul (1918)
- The Business of Life (1918)
- The Triumph of the Weak (1918)
- Find the Woman (1918)
- To the Highest Bidder (1918)
- Everybody's Girl (1918)
- The Captain's Captain (1919)
- The Lion and the Mouse (1919)
- The Cambric Mask (1919)
- The Third Degree (1919)
- The Spark Divine (1919)
- The Winchester Woman (1919)
- The Vengeance of Durand (1919)
- Slaves of Pride (1920)
- The Sporting Duchess (1920)
- Dollars and the Woman (1920)
- The Vice of Fools (1920)
- The Prey (1920)
- Cousin Kate (1921)
- Her Lord and Master (1921)
- The Scarab Ring (1921)
- The Inner Chamber (1921)

### Freelance
- The Green Goddess (1923)
- White Man (1924)
- The Passionate Adventure (1924)
- Daddy's Gone A-Hunting (1925)
- The Little French Girl (1925)
- Headlines (1925)
- The Home Maker (1925)
- Stella Dallas (1925)
- Mannequin (1926)
- Dancing Mothers (1926)
- Beau Geste (1926)
- The Ace of Cads (1926)
- So's Your Old Man (1926)
- Sorrell and Son (1927)
- 13 Washington Square (1928)
- The Noose (1928)
- The Rising Generation (1928)
- The Squall (1929)
- The Green Goddess (1930)
- He Knew Women (1930)
- Song o' My Heart (1930)